# Моріц Фюрсте
Моріц Фюрсте  (нім. Moritz Fürste, 28 жовтня 1984) — німецький хокеїст на траві, олімпійський чемпіон.

## Виступи на Олімпіадах
| Олімпіада   | Дисципліна     | Місце |
| ----------- | -------------- | ----- |
| Пекін 2008  | хокей на траві | 1     |
| Лондон 2012 | хокей на траві | 1     |
| Ріо 2016    | хокей на траві | 3     |